# The Langlander Single Malt
The Langlander Single Malt – pierwsza (lub druga) polska whisky single malt produkowana od stycznia 2017 przez przedsiębiorstwo Mazurskie Miody w Tomaszkowie (gmina Stawiguda, województwo warmińsko-mazurskie).
Whisky (nie torfowa zabutelkowana z mocą 43%) produkowana jest wyłącznie z polskich surowców i dostępna w limitowanej edycji (2350 sztuk). Napój leżakowany jest ponad trzy lata w polskich beczkach dębowych i jest połączeniem szkockiej tradycji komponowania whisky ze smakiem surowców pochodzących z Polski. Jest zdecydowana i wyraźna w smaku, ma długi owocowy finisz. Charakteryzuje się barwą złotobursztynową. W aromacie jest słodka i delikatna. Rafał Stanowski, znawca alkoholi, określił smak whisky opisem: Dużo jabłek, lekka nuta ziół. Na języku przyjemna słodycz jabłek, miodu, czekolady z lekką nutą pikantności. A w finish miłe zaskoczenie połączenia kawy, czekolady i dębiny.